# Love Hard
Love Hard ist eine 2021 erschienene US-amerikanische romantische Komödie unter Regie von Hernán Jiménez, die von Danny Mackey und Rebecca Ewing geschrieben wurde. Der Film handelt von einer jungen Frau, die zur Weihnachtszeit in die Heimatstadt ihres Online-Schwarms fliegt, wo sie feststellt, gecatfished worden zu sein.
Love Hard wurde von Wonderland Sound and Vision produziert und von Oktober bis November 2020 in Vancouver gedreht. Der Film wurde am 5. November 2021 auf Netflix veröffentlicht.

## Handlung
Natalie Bauer wohnt in Los Angeles und schreibt dort Kolumnen über ihre katastrophalen Dates, die sie per Dating-App kennenlernt. Nachdem der Suchradius ihrer App sich erweitert, bekommt Natalie ein Match mit Josh Lin und entwickelt durch zahlreiche lange Telefonate eine starke Bindung zu ihm. Sie entscheidet sich als Weihnachtsüberraschung in seine Heimatstadt – Lake Placid, New York – zu reisen, und verspricht ihrem Chef einen interessanten Artikel über die positive Wende in ihrem desaströsen Datingleben. Sie wurde allerdings von Josh gecatfished, indem er Fotos eines anderen Mannes verwendete. Natalie ist sauer, stellt aber fest, dass der Mann auf den Fotos, Tag Abbott, in der gleichen Stadt lebt. Josh, ein ehemaliger Freund von Tag, bietet an, die beiden zu verkuppeln. Im Gegenzug soll Natalie über die Feiertage so tun, als wäre sie seine Freundin.
Josh sorgt für ein Treffen zwischen Tag und Natalie, wobei er sie als seine Cousine vorstellt. Natalie heuchelt Interesse an Thoreau und Klettern, um Tag zu beeindrucken. Tag lädt sie in eine Kletterhalle ein, wo sie ihre Höhenangst versteckt und nur mit Hilfe von Josh den Abstieg wieder schafft. Tag lädt Natalie auf weitere Dates ein.
Natalie lernt Joshs Bruder Owen kennen, der erfolgreicher als Josh ist und die Aufmerksamkeit der Familie auf sich zieht. Als Natalie und Josh für ein Duett beim Sternsingen Lob erhalten, wird Owen eifersüchtig und verkündet die Schwangerschaft seiner Frau. Im Versuch, die Aufmerksamkeit zurückzugewinnen, macht Josh Natalie einen Antrag, zu dem sie sich genötigt fühlt, ihn anzunehmen. Josh versichert Natalie, dass er seiner Familie am Ende der Feiertage erzählen wird, dass es zwischen ihnen nicht funktioniert hat. Natalie erfährt von Joshs Hobby der Kerzenmacherei, welches er angefangen hat, um sich den Geruch seines Großvaters zu bewahren, nachdem dieser gestorben ist. Sie ermutigt ihn, daraus ein Geschäft zu machen.
Joshs und Natalies Verlobungsanzeige erscheint in der Lokalzeitung, woraufhin die beiden am frühen Morgen alle Zeitungen in der Stadt zusammensammeln, damit Tag die Anzeige nicht sieht. Natalie sieht sich Joshs tatsächliches Dating-Profil an und sagt ihm, dass er mehr Selbstbewusstsein braucht und Fotos verwenden soll, die seine Stärken hervorheben. Als sich Natalie, die Vegetarierin ist, auf ein Date im Steakhouse mit Tag vorbereitet, sagt Josh Natalie verbittert, dass sie nicht für Tag ihre Prinzipien verraten und auch nicht lügen sollte. Es kommt zu einem Streit, als Natalie ihn daran erinnert, dass sie nur aufgrund seiner Lüge vor Ort ist.
Familie Lin veranstaltet eine Überraschungs-Verlobungsparty für Josh und Natalie im Steakhouse, das Tags Familie gehört. Tag stellt Natalie seinen Eltern als seine Freundin vor. Natalies Chef taucht auf und erzählt Owen von Natalies Kolumne. Owen erzählt Josh, dass Natalie nur für ihre nächste Story zusammen wäre. Natalie hält eine Rede, in der sie allen bei der Party die Wahrheit enthüllt. Dann verlässt sie das Haus der Familie Lin. Durch Natalie ermutigt erzählt Josh seinem Vater, dass er nicht mehr im familieneigenen Geschäft arbeiten möchte, sondern lieber eine Kerzenfirma gründen will.
Während sie nachts in einer Pension auf ihren Flug am Morgen wartet, sieht Natalie das neue Dating-Profil von Josh, in welchem sein wahres Wesen hervorgehoben wird. Sie realisiert, dass sie ihn liebt, woraufhin sie zu seinem Haus zurückkehrt. Dort küssen sie sich.

## Produktion
Im August 2019 wurde angekündigt, dass Netflix das Skript Love Hard von Danny Mackey und Rebecca Ewing gekauft hatte, welches als Mischung zwischen Harry und Sally und Roxanne beschrieben wurde. McG und Mary Viola sollten den Film über ihre Firma Wonderland Sound and Vision produzieren.
Im August 2020 wurde angekündigt, dass Hernán Jiménez Regie führen würde und dass Nina Dobrev, Jimmy O. Yang und Charles Melton die Hauptrollen spielen würden. Im Oktober 2020 wurde mitgeteilt, dass Melton durch eine Überlappung in den Drehplänen mit der Fernsehserie Riverdale durch Darren Barnet ersetzt wurde. Weiterhin wurden die Schauspieler Harry Shum Jr., James Saito und Mikaela Hoover angekündigt.
Gefilmt wurde in Vancouver, British Columbia, Kanada, zwischen dem 9. Oktober und dem 21. November 2020.

## Veröffentlichung und Rezeption
Die Komödie wurde am 5. November 2021 auf Netflix veröffentlicht. Der Film erhielt überwiegend gemischte Kritiken. Bei Rotten Tomatoes konnte der Film 53 % der Filmkritiker überzeugen. Das deutsche Online-Portal Filmdienst bezeichnete die Produktion als „weihnachtliche Liebeskomödie, die nach Schema F funktioniert, dieses aber mit pointiertem Dialogwitz und warmherzigen Figuren auffrischt. Zudem eine charmante, satirische Auseinandersetzung mit der Neigung, bei der Partnersuche nicht auf das eigene Ich zu vertrauen.“ Oliver Armknecht von Film-Rezensionen.de befand, dass Love Hard „zwar schon nett und punktuell amüsant“ sei, „[d]ie austauschbare, kaum glaubwürdige Geschichte in Kombination mit einer lieblos vorgesetzten Liebe schmälert jedoch das Vergnügen“.